# Fashawn

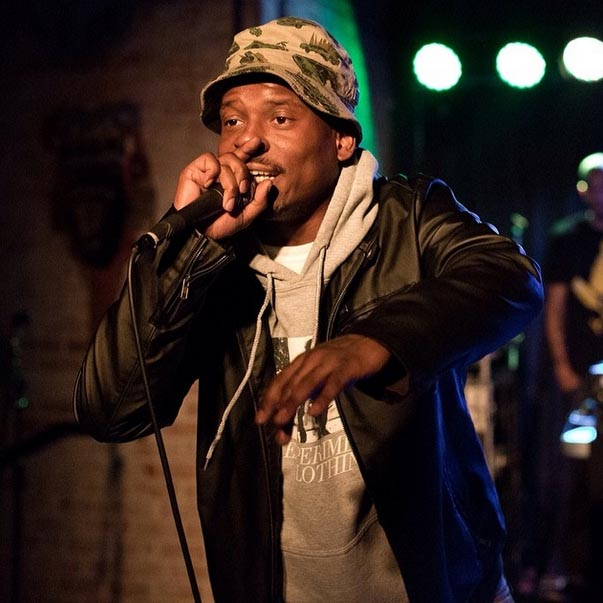
Fashawn, 2014

Fashawn (* 27. Oktober 1988 in Fresno, Kalifornien; eigentlicher Name Santiago Leyva), auch als The Phenom bekannt, ist ein US-amerikanischer Rapper. Sein 2009 erschienenes Debütalbum heißt Boy Meets World.

## Leben
Fashawn wuchs nahezu ohne Eltern auf, da sein Vater im Gefängnis und seine Mutter drogenabhängig war. Er entdeckte seine Leidenschaft zur Musik mit zwölf Jahren in einer Kinderbetreuung und begann Texte zu schreiben, um mit diesen als Ablenkung seiner trostlosen Kindheit zu entfliehen.
Später wurde Fashawn von seinem Onkel in Kalifornien aufgenommen, bei dem er seine Jugend verbrachte. Dort erfüllte sich sein Traum einer Musikerkarriere.

## Diskografie

### Alben
- 2009: Boy Meets World (produziert mit Exile)
- 2015: The Ecology (produziert mit Exile)

### Mixtapes
- Grizzly City 1 (2006)
- The Phenom 1 (2007)
- Grizzly City 2 (2007)
- The Phenom 2 (2008)
- One Shot One Kill (2008) (Produziert mit Mick Boogie & Terry Urban)
- Higher Learning (2008)
- The Antidote (2009) (Produziert mit The Alchemist)
- 21 To Grow On (2009)
- Ode to Illmatic (2010)
- Grizzly City 3 (2010)
- Higher Learning 2 (2011)
- Murs & Fashawn  (2012)
- Champagne & Styrofoam Cups (2012)
- FASH-Ionably Late (2015) (gemeinsam mit The Alchemist)